# Joe Scally
Joseph „Joe“ Scally (* 31. Dezember 2002 in Lake Grove, Brookhaven, New York) ist ein US-amerikanischer Fußballspieler, der seit Januar 2021 für Borussia Mönchengladbach spielt.

## Karriere

### Verein
Scally unterzeichnete seinen ersten Profivertrag bei New York City FC am 21. März 2018 im Alter von 15 Jahren und wurde damit nach Freddy Adu der zweitjüngste Profifußballer in den Vereinigten Staaten. Scally gab sein professionelles Debüt für New York City bei einer 0:4-Niederlage gegen die New York Red Bulls am 6. Juni 2018 im US Open Cup. Am 3. September 2020 debütierte der 17-Jährige in der Major League Soccer und kam bis zum Ende der Saison 2020 noch auf 4 weitere Einsätze.
Zum 1. Januar 2021 wechselte Scally in die Bundesliga zu Borussia Mönchengladbach. Er schaffte es bis zum Ende der Saison 2020/21 unter dem Cheftrainer Marco Rose jedoch in keinem Pflichtspiel in den Spieltagskader. Daher sammelte er 15-mal (ein Tor) Spielpraxis in der zweiten Mannschaft in der viertklassigen Regionalliga West. Sein Debüt in der Bundesliga gab er am 13. August 2021 bei dem Eröffnungsspiel der Saison 2021/22 gegen den FC Bayern München, welches mit einem 1:1-Unentschieden endete. In den folgenden Spielen konnte er sich als Stammspieler etablieren.
Mitte April 2023 wurde sein Vertrag vorzeitig um ein Jahr bis zum Ende der Saison 2026/27 verlängert.

### Nationalmannschaft
Scally ist ein Jugend-Nationalspieler für die USA, der bereits die U15 der USA und die U17 der USA vertrat, obwohl er bis zu 3 Jahre jünger als seine Teamkollegen war. Er vertrat sein Land bei der U17-Weltmeisterschaft 2019 in Brasilien.
Er gab sein Debüt für die Nationalmannschaft der USA am 2. Juni 2022 bei einem Freundschaftsspiele gegen Marokko. Scally wurde in der Halbzeit für Jesús Ferreira eingewechselt.
Bei der Weltmeisterschaft 2022 in Katar gehörte er zum amerikanischer Kader, wurde aber nicht eingesetzt.